# 시야

시야(視野, field of view)는 어떤 사물이나 생물이 관찰할 수 있는 (각도, 선형, 혹은 지면적) 범위를 뜻한다. 동물들은 눈의 배치에 따라 각기 다른 시야 범위를 가지고 있다. 인간의 시야 범위는 거의 180도 전방이며, 몇몇의 새는 완벽히 360도이거나 거의 360도에 가까운 시야 범위를 가지고 있다. 덧붙여, 시야 범위의 측정 범위는 바뀔 수도 있다.

## 같이 보기
- 화각
- 시각
- 시각 영역(visual field)